# Salvator Rosa

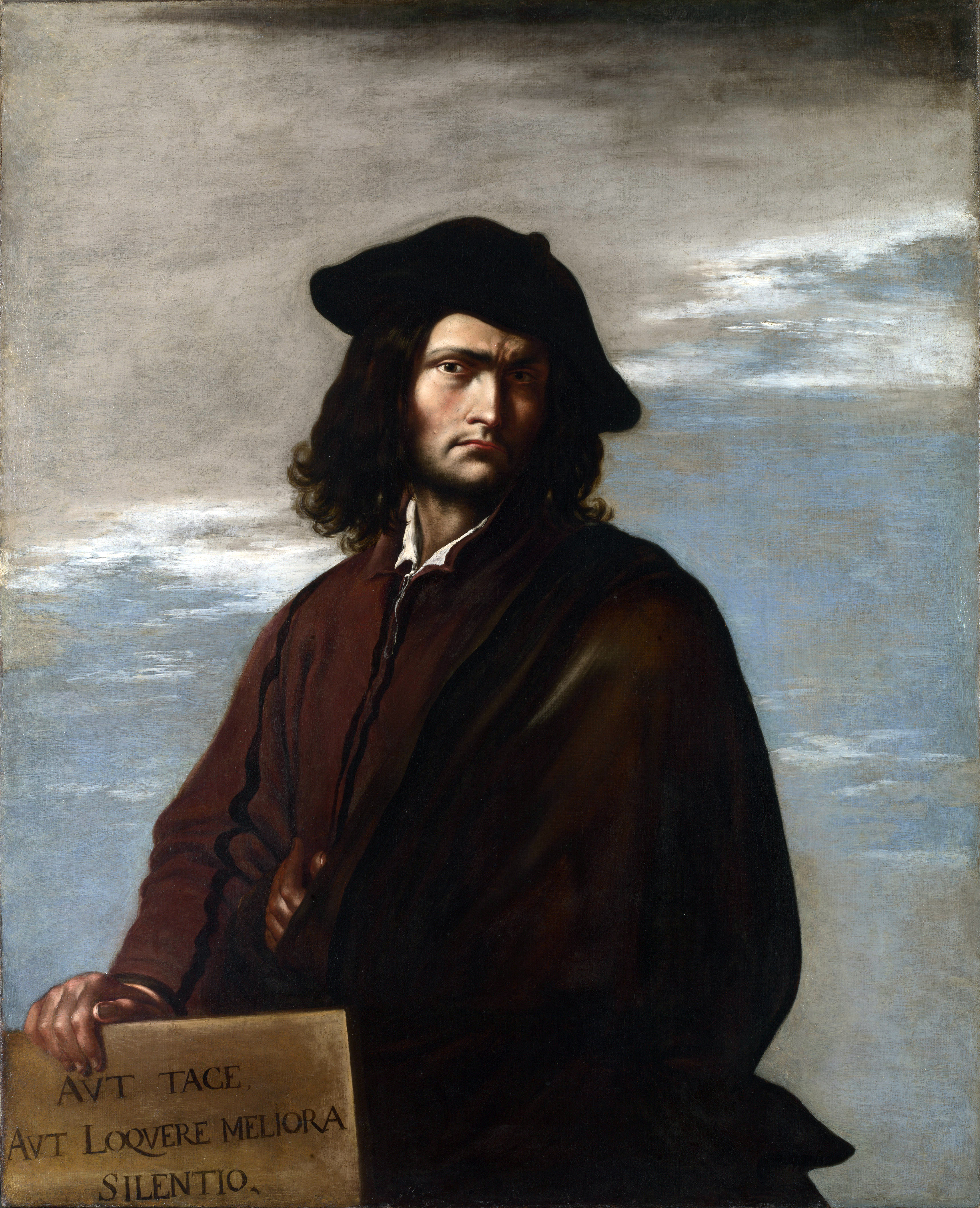
Självporträtt (cirka 1641). National Gallery, London.

Salvator Rosa, född 20 juni 1615 i Arenella, Neapel, Italien, död 15 mars 1673 i Rom, var en italiensk målare, poet och gravör under barocken. Han verkade i Neapel, Rom och Florens.

## Biografi
Rosas far, Vito Antonio de Rosa, anmodade honom att antingen bli advokat eller präst, men Rosa hade tidigt bestämt sig för att bli konstnär. Han studerade först hos sin morbror Domenico Antonio Greco och senare hos Francesco Fracanzano (1612-1656). Det var dock först när han blev elev hos den spanske barockmästaren Jusepe de Ribera som hans måleri började att mogna. I mitten av 1630-talet gick Rosa i lära hos den napolitanske målaren Aniello Falcone som i huvudsak utförde bataljscener. Målaren Giovanni Lanfranco noterade Rosas talang och rådde honom att resa till Rom, där han vistades från 1634 till 1636. Därefter återvände han till Neapel för att inrikta sig på olika typer av jaktscener.
Från 1641 till 1649 vistades Rosa i Florens under ätten Medicis beställarskap. Under kardinal Giancarlo de' Medicis beskydd ägnade han sig åt måleri men även poesi i kretsen av Accademia dei Percossi. På uppmuntran av Lorenzo Lippi hjälpte Rosa denne med att komponera det burleska poemet Il Malmantile Racquistato. Själv avfattade Rosa flera satiriska verk med skarp samhällskritik.
År 1649 återvände Rosa till Rom för att stanna där resten av sitt liv. I Rom sysselsatte han sig med etsning och diktning, och inom måleriet utförde han landskaps- och bataljscener, men även porträtt samt målningar med religiösa och allegoriska motiv. I Rom kom han även i kontakt med Scuola dei bamboccianti och utförde en rad bambocciader.
Salvator Rosa har fått sitt sista vilorum i kyrkan Santa Maria degli Angeli i Rom.
Den portugisisk-brasilianske tonsättaren Antônio Carlos Gomes komponerade 1874 en opera om Rosas liv, Salvator Rosa.